# 小聯隊長
『小連隊長』（The Little Colonel）は1935年制作のアメリカ合衆国の映画。デイヴィッド・バトラー監督のドラマ。シャーリー・テンプル主演作。原作はアニー・フェローズ・ジョンストン（w:Annie Fellows Johnston）の同名の小説である。
シャーリー・テンプルの代表作の一つ。シャーリー・テンプルと、当時世界最高のタップ・ダンサーといわれたビル・ロビンソンの最初の共演作。階段でのタップの場面は有名。

## ストーリー
南北戦争後のアメリカの南部。南軍の将校だったロイド大佐の大農園。そこに孫娘のロイド・シャーマンがやってくる。実は、ロイド・シャーマンの母は、ロイド大佐の娘だったのだが、北部人と結婚したために、絶縁状態になっていたのだ。

## キャスト
- ロイド・シャーマン：シャーリー・テンプル
- ロイド大佐：ライオネル・バリモア
- エリザベス・ロイド・シャーマン：イヴリン・ヴェナブル
- マム・ベック：ハッティ・マクダウエル
- ウォーカー：ビル・ロビンソン
- ジャック・シャーマン：ジョン・ロッジ
- シュワジー：シドニー・ブラックマー